# Mychajło Popławski
Mychajło Mychajłowycz Popławski, ukr. Михайло Михайлович Поплавський (ur. 28 listopada 1949 w Meczysławce) – ukraiński piosenkarz, wykładowca akademicki i polityk, długoletni rektor Kijowskiego Narodowego Uniwersytetu Kultury i Sztuki, poseł do Rady Najwyższej.

## Życiorys
Przed podjęciem studiów pracował m.in. jako maszynista, odbył służbę wojskową, był dyrektorem domu kultury i kierownikiem administracji kulturalnej w rejonie uljanowskim. W 1979 został absolwentem Kijowskiego Państwowego Instytutu Kultury. Był wicedyrektorem republikańskiego domu sztuki ludowej USRR, a także aspirantem w Akademii Nauk Pedagogicznych ZSRR. W 1990 uzyskał stopień doktora nauk pedagogicznych. Od 1985 zawodowo związany z macierzystą uczelnią (w 1999 przemianowaną na Kijowski Narodowy Uniwersytet Kultury i Sztuki) jako starszy wykładowca, docent i profesor. Pełnił funkcję dziekana, a w 1993 objął obowiązki rektora. Uczelnią tą kierował do 2015.
Jednocześnie stał się znany jako śpiewak i producent festiwali oraz konkursów muzycznych. Jest autorem podręczników akademickich z zakresu zarządzania kulturą. Uhonorowany różnymi nagrodami i odznaczeniami (m.in. Orderem „Za zasługi” II stopnia), a także tytułem Ludowego Artysty Ukrainy.
Zaangażowany w działalność polityczną. W latach 2002–2006 był posłem do Rady Najwyższej z obwodu kirowohradzkiego, zasiadając w różnych prorządowych frakcjach. Później współpracował z Partią Regionów. W 2010 został wybrany do rady regionalnej obwodu kijowskiego, a w 2013 wygrał powtórzone wybory w jednym z okręgów obwodu czerkaskiego. W 2014 w okresie wydarzeń Euromajdanu dołączył do nowo powstałej grupy Suwerenna Europejska Ukraina Ihora Jeremejewa. W tym samym roku po raz trzeci uzyskał mandat deputowanego.